# The Beauty Inside
 (septembre 2012).
Si vous disposez d'ouvrages ou d'articles de référence ou si vous connaissez des sites web de qualité traitant du thème abordé ici, merci de compléter l'article en donnant les références utiles à sa vérifiabilité et en les liant à la section « Notes et références ».
Ne doit pas être confondu avec The Beauty Inside (film).
The Beauty Inside est une mini-série américaine réalisée par Drake Doremus en 2012, développée par Intel et Toshiba. Il s'agit de leur deuxième film social.
Les principaux rôles sont interprétés par Topher Grace  (That '70s Show, Spider-Man 3) et Mary Elizabeth Winstead  (Abraham Lincoln, chasseur de vampires, Scott Pilgrim), primé au Festival du film de Sundance pour Like Crazy.

## Distribution
- Mary Elizabeth Winstead
- Topher Grace
- Matthew Gray Gubler
- Caitriona Balfe
- Oliver Muirhead